# Risky Woods
Risky Woods è un videogioco a piattaforme sviluppato dalla software house spagnola Dinamic Software e pubblicato nel 1992 da Electronic Arts per Amiga, Atari ST, Sega Mega Drive e MS-DOS. In Giappone uscì come Jashin Draxos (邪神ドラクソス).
Il gioco riscosse generalmente un buon successo di critica.

## Trama
Per conquistare tutta la regione, un malvagio stregone lanciò un maleficio: se qualcuno avesse provato a uscire di casa dopo il tramonto, sarebbe stato trasformato in un mostro orribile. In questo modo, lo stregone si ritrovò con un esercito al suo comando. La leggenda, però, narra che un giovane eroe coraggioso riporterà la pace.

## Modalità di gioco
L'azione si svolge su dodici livelli a difficoltà sempre più elevata, da completare entro un determinato limite di tempo. Il personaggio ha molte armi a disposizione come mazze e asce tutte acquistabili nel negozio che si incontra di tanto in tanto. Inoltre, sono presenti trabocchetti di ogni genere e svariati mostri taluni molto ostili. Il giocatore ha anche a disposizione delle smart-bomb in grado di eliminare tutti i nemici presenti nella schermata e altre armi bonus. Prima di finire ogni livello bisogna trovare la chiave di uscita.